# Sphingonotus finotianus
Sphingonotus finotianus är en insektsart som först beskrevs av Henri Saussure 1886.  Sphingonotus finotianus ingår i släktet Sphingonotus och familjen gräshoppor. Inga underarter finns listade i Catalogue of Life.